# 김병필 (1839년)
김병필(金炳弼, 1839년~1870년)은 조선 후기의 문신, 외척으로 대사성, 이조참의 등을 지냈다. 자는 경량(景良), 시호 효정(孝貞). 본관 안동. 영돈령부사 증 의정부영의정 영은부원군 김문근의 아들이며 철종비 철인왕후 김씨의 동생.

## 생애
1851년(철종 2) 누이가 철종비로 책봉되었으며, 그 뒤 음보로 관직에 올라 사과(司果)에 기용되었다. 1855년 사용(司勇)으로 있을 때 정시문과에 응시하여 갑과로 급제하였다.
1856년 규장각대교(待敎)가 되었다. 그 뒤 당상관으로 승자하여 1859년 홍문관부제학(副提學)·대사성·이조참의를 역임하고, 그 뒤 이조참판·대사헌·행호군을 지냈다. 1863년 12월 철종이 병으로 붕어하자 국상기간 중 존호도감옥책관(尊號都監玉冊官)을 겸임하였으나, 흥선대원군의 집권으로 관직에서 물러났고, 행호군(行護軍)으로 전직되었다. 흥선대원군이 불우할 때 보필했던 사촌형 김병학(金炳學)의 도움으로 다시 관직에 복귀하여, 대호군(大護軍)을 거쳐 1868년 예조판서에 이르렀고 1870년 별세했다.

## 참고 문헌
- 『철종실록(哲宗實錄)』
- 『고종실록(高宗實錄)』
- 『국조방목(國朝榜目)』
- 『기년편고(紀年便攷)』